# Regularitetsaxiomet
Regularitetsaxiomet är ett av de mängdteoretiska axiomen. Det är till exempel ett av axiomen i ZFC, d.v.s. Zermelo-Fraenkels mängdteori med urvalsaxiomet som är det dominerande sättet att axiomatisera mängdteori.
Uttryckt med predikatlogikens formella språk lyder axiomet:
{\displaystyle \forall x(x\neq \varnothing \to \exists y(y\in x\land y\cap x=\varnothing ))}
Med ord kan axiomet uttryckas:
För varje icke-tom mängd x finns ett element y i x sådant att y och x har tomt snitt.
Den informella tanken bakom axiomet är att varje mängd innehåller ett s.k {\displaystyle \in }-minimalt element; ett element som bildats "först" av elementen i mängden. Detta utesluter till exempel kedjor av typen
{\displaystyle x_{1}\in x_{2}\in x_{3}\in x_{1}}
då detta skulle innebära att mängden 
{\displaystyle \{x_{1},x_{2},x_{3}\}}
saknade {\displaystyle \in }-minimalt element.